# Szpital przy ul. Grunwaldzkiej w Poznaniu
Szpital przy ul. Grunwaldzkiej w Poznaniu – szpital specjalistyczny działający w budynku dawnego Hotelu Polonia w Poznaniu. Najpierw funkcjonował jako okręgowy, a następnie rejonowy szpital wojskowy. W latach 1945–2011 podlegał Ministerstwu Obrony Narodowej jako 111 Szpital Wojskowy w Poznaniu. Od 2012 roku w strukturach Uniwersytetu Medycznego im. Karola Marcinkowskiego w Poznaniu, początkowo jako samodzielny Specjalistyczny Szpital Kliniczny, a obecnie jako część Szpitala Klinicznego im. Heliodora Święcickiego.

## Lazaret Luftwaffe
Budynek Hotelu Polonia zaczął być wykorzystywany w celach szpitalnych podczas drugiej wojny światowej. Okupacyjne władze niemieckie zmieniły go wówczas w Lazaret Luftwaffe. Miało to związek z umiejscowieniem w Poznaniu dowództwa Luftgau-Kommando II (II Okręgu Lotniczego). Umieszczono wówczas, zgodnie z I konwencją genewską, na dachu budynku czerwony krzyż, co miało zapewnić ochronę przed ewentualnymi nalotami. Lazaretem podczas bitwy o Poznań kierował dr Kremer. Budynek szpitala został zdobyty przez żołnierzy radzieckich z 83 pułku gwardyjskiego piechoty. Pomimo działań, złożonego głównie z żandarmów, Brennkommmando dowodzonego przez oberleutnanta Branda, którego zadaniem było podpalenie budynków wzdłuż dzisiejszej ul. Grunwaldzkiej, co miało na celu utrudnić natarcie oddziałom czerwonoarmistów, budynek ocalał. W końcowym okresie bitwy szpital stał się głównym punktem opatrunkowym armii radzieckiej. Szpital przekazano pod jurysdykcję Wojsku Polskiemu w kwietniu 1945 roku.

## Szpital Okręgowy nr 5
Szpital formalnie powołano przy Poznańskim Okręgu Wojskowym w dniu 1 marca 1945 (Okręg utworzono rozkazem Naczelnego Dowództwa WP nr 0208/org z dnia 22 sierpnia 1945, zaś szpital rozkazem z 5 marca 1945 roku). Już w lutym 1945 roku komendant Polowego Rozdzielczego Szpitala Ewakuacyjnego nr 4478, mjr Nisser, który był wówczas przyporządkowany 1 Armii WP, wyznaczył 10 osób z personelu swojej jednostki, aby zorganizowały do 1 kwietnia 1945 stacjonarny Szpital Okręgowy nr 5, który miał docelowo liczyć 600 łóżek. Skład grupy zawarto w rozkazie dziennym SO nr 5 nr 1 z 26 marca 1945. Dowódcą grupy został oficer polityczny mjr Jurij Bredichin, zaś personel sanitarny stanowili:
Kamila Burda, Halina Dengler, Janina Górska, Michał Frąckowiak, Franciszek Buczyński, Kazimierz Włoszczak, oraz niewymienieni z imion Podlaska, Rutkowska, Krzyżanowski (imiona ich nie są wymienione w rozkazie). Ponadto do organizowanego szpitala przydzielono dwóch wojskowych lekarzy: Anatola Marczenko i Mariana Abrama. Wiadomo jednak, że grupa rozpoczęła działanie już 1 marca 1945. W związku z poważnym uszkodzeniem podczas walk przedwojennego szpitala wojskowego przy Wałach Jana III (dziś ul. Kościuszki) postanowiono o umieszczeniu jednostki w zaadaptowanym już na cele szpitalne dawnym budynku Hotelu Polonia. Teren o powierzchni ponad 3 ha, należący wówczas do Skarbu Państwa obejmował budynek główny z 1927 roku o powierzchni 12148 m² (grunt pod budynkiem to 7359,73 m²). W obrębie parceli przy ul. Grunwaldzkiej 16/18 znalazło się także 10267 m² podwórza gospodarczego oraz 8540 m² terenów zielonych. Pierwszych rannych przyjęto do szpitala 6 kwietnia 1945 roku.
Szef Departamentu Wojskowej Służby Zdrowia w dniu 17 kwietnia 1945 wydał rozkaz, w wyniku którego w dniu następnym obowiązki komendanta Szpitala Okręgowego nr 5 przejął przedwojenny komendant okręgowego szpitala w Poznaniu, a podczas kampanii wrześniowej Szef Sanitarny Armii Poznań, płk prof. dr n. med. Teofil Kucharski Rozkazem Dziennym Nr 24 z dnia 18.IV. 1945 r. W pierwszym dniu działania personel szpitala liczył 161 osób, mających pod opieką 209 pacjentów. Część medyczna szpitala składała się z:
- dwóch oddziałów chirurgicznych na 120 łóżek oraz ambulatorium,
- trzech oddziałów wewnętrznych na 150 łóżek z ambulatorium i pomocą domową,
- oddziału skórno-wenerycznego na 50 łóżek oraz ambulatorium,
- oddziału usznego na 30 łóżek z ambulatorium,
- oddziału ocznego na 30 łóżek z ambulatorium,
- oddziału nerwowego na 40 łóżek z ambulatorium,
- oddziału zakaźnego na 60 łóżek z ambulatorium,
- oddziału akuszeryjno-ginekologicznego na 50 łóżek z ambulatorium,
- oddziału dziecięcego na 40 łóżek z ambulatorium,
- izby przyjęć,
- gabinetu dentystycznego z ambulatorium oraz laboratorium techników dentystycznych,
- gabinetu rentgenologicznego,
- gabinetu fizjoterapeutycznego,
- laboratorium okręgowego,
- laboratorium anatomo-patologicznego,
- apteki.

Skład szpitala uzupełniali:
- komendant z zastępcą ds. polityczno-wychowawczych, sekcja administracyjno-lekarska składająca się z zastępcy ds. leczniczych, lekarza specjalisty gimnastyki leczniczej, lekarza sanitarnego oraz sekcji polityczno-wychowawcza ze świetlicą,
- kwatermistrzostwo,
- rejestratura,
- kuchnia,
- pralnia,
- pluton gospodarczy,
- kolumna transportowa: 7 samochodów osobowych, ciężarowych i sanitarnych, 3 wozy parokonne i 6 koni taborowych.

Ogółem w szpitalu pracowało 237 żołnierzy, w tym 194 żołnierzy kontraktowych.
W ostatnich dniach wojny do szpitala ewakuowano rannych z linii frontu. W związku z tym utworzono dodatkowy, trzeci oddział chirurgiczny zajmując w tym celu oddział skórno-weneryczny. Pacjenci dermatologiczni zostali natomiast umiejscowieni w filii szpitala w Złotnikach, a następnie w Puszczykowie i Puszczykówku.
W dniu 13 grudnia 1945 roku odszedł na własną prośbę komendant szpitala płk prof. Teofil Kucharski, zaś jego obowiązki przejęła pochodząca z ZSRR ppłk Anna Ziemiec (powróciła tam w 1950 roku).

## Szpital Okręgowy nr 3
W związku ze zmianami okręgów wojskowych, w 1946 roku szpital przemianowano na Szpital Okręgowy nr 3. W październiku 1947 ppłk Ziemiec na stanowisku komendanta szpitala zastąpił ppłk Jan Kryska. W tym czasie stopniowo remontowano budynek, usprawniając pracę istniejących oddziałów oraz ambulatoriów zgrupowanych w poliklinikę. Zmieniał się też stopniowo przekrój pacjentów. Rannych w działaniach wojennych oraz chorych na zapalenia płuc i inne choroby typowe dla żołnierzy podczas walki, zaczęli zastępować chorzy z dolegliwościami związanymi z powojennym głodem, migracją ludności i zniszczeniem infrastruktury sanitarnej kraju – gruźlicą, durem plamistym i brzusznym oraz malarią. Braki w zaopatrzeniu, nie tylko w antybiotyki, ale i tak podstawowy sprzęt jak aparat EKG (szpital go nie posiadał jeszcze w 1948 roku), spowodowały wysoką śmiertelność, zwłaszcza wśród noworodków z oddziału położniczego. Sytuacja poprawiła się dopiero w latach 50.
W związku ze stopniowym przechodzeniem na etaty pokojowe i zmianą przekroju pacjentów, zmieniła się też struktura organizacyjna szpitala, która w 1948 przedstawiała się następująco:
- dwa oddziały terapeutyczne – 100 łóżek,
- oddział chirurgiczny – 70 łóżek,
- oddział skórno-weneryczny – 50 łóżek,
- oddział uszny – 30 łóżek,
- oddział oczny – 30 łóżek,
- oddział nerwowy – 30 łóżek,
- oddział zakaźny – 30 łóżek,
- oddział dziecięcy – 20 łóżek,
- oddział położniczo-ginekologiczny – 40 łóżek,
- gabinet dentystyczny,
- gabinet rentgenologiczny,
- gabinet fizjoterapeutyczny,
- Okręgowe Laboratorium Sanitarno-Higieniczne,
- pracownia kliniczna,
- laboratorium anatomo-patologiczne,
- apteka,
- kuchnia,
- pralnia,
- pluton gospodarczy.

W tym czasie w szpitalu służyło 71 oficerów, 9 podoficerów zawodowych i 12 szeregowców, a także 235 cywilnych pracowników kontraktowych. Kolumnę transportową stanowiły dwa 1,5-tonowe samochody ciężarowe, dwa samochody sanitarne, samochód osobowy oraz wóz dwukonny. Ponadto na stanie szpitala znajdowała się broń: 65 pistoletów i 5 karabinów.
Władze szpitala starały się w tym czasie jeszcze o wydzielenie pododdziału gruźliczego, jednak starania te nie przyniosły efektów.

## 111 Wojskowy Szpital Rejonowy

### W latach 1949–1956
W lipcu 1949 roku szpital wojskowy w Poznaniu przemianowano na 111 Wojskowy Szpital Rejonowy. Miało to związek z reorganizacją i zmniejszeniem liczby Okręgów Wojskowych. Szpital znalazł się w Śląskim Okręgu Wojskowym. W kwietniu 1950 roku odszedł ze służby płk Kryska, zaś jego następcą został ppłk Michał Białokoz, który pełnił tę funkcję do listopada 1951 roku. Jego odwołanie miało związek z negatywną oceną jego osoby przez przełożonych. Ich zdaniem wprowadzał on w szpitalu cywilne zwyczaje, co wpływało na rozluźnienie atmosfery. Ponadto jako praktykujący katolik wpływał „ujemnie na kształtowanie oblicza politycznego jednostki”. W dniu 5 listopada 1951 roku nowym komendantem został ppłk Michał Szereszewski (neé Eidelheit).
W roku 1950 szpitalne laboratorium przekształcono w pracownię kliniczną, w której stopniowo tworzono nowoczesne działy: biochemiczny, bakteriologiczny oraz immunologiczny.
W 1955 roku do szpitala trafił pierwszy anestezjolog, przydzielony do oddziału chirurgicznego. Dzięki temu wprowadzono do użytku w placówce nowoczesne dotchawicze znieczulenie ogólne.
Począwszy od 1953 roku kierownictwo szpitala zaczęło zgłaszać konieczność powstania nowego budynku dla polikliniki wraz z gabinetami fizyko- i fizjoterapii oraz pododdziałami ortopedycznym i urologicznym. Postulowano także wybudować kostnicę oraz budynek zakładu anatomo-patologicznego, a także garaże dla samochodów sanitarnych. Jednak w 1956, ze względu na problemy finansowe kraju oraz rozformowanie części jednostek, przydzielono szpitalowi budynek koszarów pruskiego 6 pułku grenadierów przy ul. Szylinga, zwolnionego wówczas przez 10 Wielkopolski Pułk KBW oraz Centrum Wyszkolenia Służb Tyłów. Przeniesiono tam poliklinikę, magazyny oraz administrację. Dzięki temu można było powiększyć liczbę łóżek szpitalnych w głównym budynku przy Grunwaldzkiej do 600. w końcu 1954 roku wyremontowano hydrofornię, co usprawniło doprowadzanie wody do najwyższego, V piętra budynku szpitala. W zwolnionych pomieszczeniach powstała też sala gimnastyczna. Rok później zmieniono lokalizację gabinetów okulistycznego i dermatologicznego w budynku przy ul. Szylinga, zaś przy Grunwaldzkiej poszerzono izbę przyjęć, zradiofonizowano szpital, przebudowano instalację elektryczną dodając między innymi agregat prądotwórczy mogący zapewnić ⅓ mocy potrzebnej do normalnego funkcjonowania placówki i budując osobny ceglany budynek transformatora. Postawiono także garaże dla kolumny transportowej.
W 1956 zakończono remont piątego piętra. Przeniesiono wówczas mieszkające tam dotąd pielęgniarki do internatu, zaś uzyskane pomieszczenia zajęła administracja, kwatermistrzostwo i sekcja polityczna. Wszystkie te zmiany sprawiły, że możliwe było powiększenie ambulatorium pediatrycznego, co pozwoliło wyłączyć ruch dzieci z głównego ruchu chorych w budynku polikliniki. Powiększono także oddział chirurgiczny, tworząc w jego ramach pododdział chirurgii ogólnej, pododdział ortopedii i pododdział urologii oraz gabinet urologiczny, a także drugą salę opatrunkową. Powstała też tlenownia zaopatrująca początkowo pododdział noworodkowy, a następnie także oddział chirurgii, laryngologii oraz pododdział położniczy w tlen.
Poza pracą w szpitalu i poliklinice, lekarze 111 WSR konsultowali izby chorych jednostek wojskowych w przydzielonym do szpitala rejonie (były to nawet tak odległe garnizony jak Głogów czy Gorzów Wielkopolski), a także Szpitala Obozowego w Biedrusku. Szpitalni neurolodzy wizytowali także żołnierzy hospitalizowanych w szpitalach psychiatrycznych w Kościanie, na Dziekance, w Obrzycach, Gorzowie Wielkopolskim oraz w poznańskiej klinice przy ul. Grobla. Ponadto okulista, neurolog, laryngolog, ginekolog, dermatolog i radiolog mieli w obowiązku konsultować pacjentów leczonych w Szpitalu Obozowym w Biedrusku, a także pracować w znajdujących się tam ambulatoriach: internistycznym, chirurgicznym, stomatologicznym i pediatrycznym. Był to dwuoddziałowy szpital (chirurgia z blokiem operacyjnym i choroby wewnętrzne), powstały w latach 40., a działający do 1956 roku, który miał za zadanie udzielać pomocy żołnierzom i cywilnym pracownikom szkolącym się na biedruskim poligonie. Ponadto działała tam apteka i laboratorium, również zaopatrywane przez 111 WSR.

### Podczas Poznańskiego Czerwca 1956
Według relacji jednego z oficerów, pierwszą ofiarą wydarzeń Poznańskiego Czerwca, która trafiła do szpitala był chłopiec przyniesiony przez mężczyznę około godziny 11:00. Po badaniu lekarskim okazało się, że nie żyje. Do dziś nie ustalono personaliów tego dziecka, być może był to Romek Strzałkowski.
Godzinę później do szpitala trafił mężczyzna z ciężkimi obrażeniami głowy. Przywiozła go karetka z dworca głównego. Pacjent zmarł po kilkunastu minutach nie odzyskawszy przytomności. Był to kpr. UB Zygmunt Izdebny – ofiara śmiertelnego pobicia na dworcu głównym.
W związku z wydarzeniami na ulicach, dowództwo szpitala zakazało kadrze opuszczania placówki. W dniu 28 czerwca największy napływ rannych, zarówno wojskowych jak i cywilnych, miał miejsce po południu i wieczorem. Do oddziału chirurgicznego przyjęto w tym dniu 20 osób wymagających leczenia operacyjnego, wśród nich 11 żołnierzy, jednego funkcjonariusza UB oraz 8 cywilów.
Dzień później do szpitala przyjęto 11 żołnierzy przybyłych do Poznania z poligonu w Biedrusku, którzy zostali ostrzelani w ówczesnym Parku Kasprzaka (dziś Wilsona). W tym samym dniu zapowiedziano w szpitalu wizytę premiera Józefa Cyrankiewicza. W związku z tym rozdzielono rannych żołnierzy i cywilów, a premier odwiedził jedynie sale z żołnierzami.
Nie licząc dwóch wymienionych powyżej ofiar, których zgon stwierdzono na izbie przyjęć, zmarły jeszcze dwie osoby cywilne – Bogdan Nowak i Henryk Błażejak, oraz żołnierz z Oficerskiej Szkoły Wojsk Pancernych – szer. Ryszard Ficek. Ponadto dwóm osobom amputowano kończyny dolne na poziomie uda.

### W latach 1957–1980
W marcu 1957 roku nowym komendantem szpitala został ppłk Józef Dziurzyński, jednak już w listopadzie tego roku zastąpił go płk Paweł Niziołek.
Rok później, w 1958, rozpoczęto kapitalny remont budynków szpitalnych. Jako pierwsze odnowiono oddział zabiegowy, a następnie laboratorium biochemiczne. Rozbudowano również gabinety fizykoterapii. Począwszy od 1957 roku w szpitalu zaczęto częściej przyjmować osoby cywilne, co zwiększyło różnorodność chorób, z którymi stykali się lekarze (w pierwszym roku było to już 930 hospitalizacji). Jednocześnie oddział wewnętrzny podzielono na dwie odrębne jednostki organizacyjne. Szpital nie pełnił w tym okresie ostrego dyżuru dla miasta, gdyż brakowało na to środków w kasie Wydziału Zdrowia Urzędu Miasta Poznania (władze Poznania proponowały wówczas, by szpital pełnił tę funkcję bez wynagrodzenia, które wypłacano z miejskiej kasy z przeznaczeniem na pensje dla dyżurującego personelu). Zamiast tego uzgodniono z władzami wojewódzkimi, że aby pomóc cywilnym szpitalom, w których brakowało miejsc, szpital będzie przejmował pacjentów z wzw, a także pacjentów ze schorzeniami wewnętrznymi skierowanymi ze szpitali klinicznych przy ul. Długiej i Polnej. W rewanżu ośrodki akademickie zapewniały pomoc klinik neurochirurgicznej oraz pediatrycznej, a także specjalistyczną diagnostykę w II Klinice Chorób Wewnętrznych. Podobną współpracę rozwijały oddziały 111 WSR z odpowiadającymi sobie klinikami: dermatologiczną, okulistyczną i ortopedyczną.
Równolegle z remontem głównego budynku prowadzono także prace w budynku polikliniki przy ul. Szylinga, który trwał aż do 1961 roku. W tym czasie zwiększono powierzchnię użytkową i zmodernizowano kotłownię oraz kuchnię. W budynku polikliniki oddano pracownię radiologiczną oraz powiększono aptekę, zaś laboratorium ambulatoryjne przeniesiono z Grunwaldzkiej na Szylinga, gdzie po połączeniu z pracownią biochemiczną stworzyło jedno centralne laboratorium. W trakcie remontów z głównego budynku do budynku polikliniki przeniesiono szatnię z rejestracją. Tam również przeniesiono ogólną poczekalnię (na pierwsze piętro), a obok niej ambulatoria laryngologiczne i neurologiczne oraz gabinety fizykoterapii, radiologię, stomatologię i pracownię kliniczną. Piętro wyżej znalazło się ambulatorium pediatryczne składające się z dwóch gabinetów lekarskich oraz oddzielnych rejestracji i poczekalni dla dzieci zdrowych i chorych. Do ambulatorium pediatrycznego wchodziło się przez osobną klatkę schodową. Obok znalazło się ambulatorium ginekologiczno-położnicze. Ambulatorium stomatologiczne zajmowało 10 pomieszczeń zgrupowanych wzdłuż jednego korytarza. Były tam wyodrębnione działy chirurgii stomatologicznej, stomatologii zachowawczej oraz protetyki stomatologicznej, a także osobna pracownia radiologiczna. Gdy zachodziła potrzeba hospitalizacji pacjenta stomatologicznego, trafiał on do oddziału okulistycznego lub laryngologicznego. Natomiast ambulatoria chirurgiczne, internistyczne, okulistyczne i dermatologiczne znalazły się przy odpowiednich oddziałach w budynku szpitalnym. W 1959 oddano do użytku nową pracownię radiologiczną w budynku szpitala, zaś w gabinecie fizykoterapii oddano do użycia stanowiska wodolecznictwa i leczenia ultradźwiękami.
Wyremontowano także użytkowane przez szpital magazyny w kompleksie dawnych koszar taborów przy ul. Ułańskiej. Powstały wówczas dwa stanowiska do mycia samochodów oraz nowy płot z wartownią. Jednocześnie dotychczasowy chlew zmieniono na magazyn. W podwórzu głównego budynku przy ul. Grunwaldzkiej położono nową kostkę brukową i wstawiono nową bramę. Na terenie szpitala powstała także jednostka Terenowej Obrony Przeciwlotniczej. W zaadaptowanych na ten cel pomieszczeniach istniała jednak tylko jedna studnia czerpiąca z wód gruntowych, wyposażona w pompę ręczną. W 1961 roku powstał projekt budowy rezerwuaru wody na potrzeby TOPL, którego jednak nigdy nie zrealizowano. W tym samym roku oddano wyremontowane oddziały: skórno-weneryczny, okulistyczny, część obu oddziałów wewnętrznych oraz część pomieszczeń administracji. Rok później, w 1962, rozpoczęto budowę wind w budynku głównym, który trwał do 1967 roku. W kolejnych latach planowano ukończenie remontu w pomieszczeniach TOPL, które miały służyć za tymczasowe szatnie, oraz akumulatornię i salę widowiskową. Zaplanowano także wymianę autoklawów, które pochodziły jeszcze z okresu II wojny światowej lub darów UNRRA, jednak polskie urządzenia nie odpowiadały wówczas normom. W związku z tym zakupiono sprzęt produkcji czechosłowackiej. Jak się później okazało, nowe urządzenia wymagały stałego ciśnienia wody, czego nie zapewniała sieć miejska. Wymogło to zakup i montaż w 1964 roku nowych hydroforów i zmiękczaczy wody. Rok wcześniej, w 1963 zakończono remont elewacji, wylano posadzki na wewnętrznych dziedzińcach szpitala, utworzono magazyn butli tlenowych, oraz zamontowano kocioł grzewczy oraz podgrzewacz mieszczący 3 tysiące litrów wody, zaś w ogrodzie postawiono trzy szklarnie.
W 1964 roku zaadaptowano cztery pomieszczenia w głównym budynku dla celów powołanego wówczas Wojskowego Punktu Krwiodawstwa, jednak braki kadrowe sprawiły, że nie był on w stanie pracować samodzielnie, wymuszając ścisłą współpracę z Wojewódzką Stacją Krwiodawstwa w Poznaniu.
W 1966 z Oddziału Chirurgii wydzielono Dział Anestezjologii, natomiast 1967 roku oddział położniczo-ginekologiczny, składający się dotąd z pododdziałów położniczego, ginekologicznego i septycznego oraz sali noworodków, przekształcono w liczący o dziesięć mniej łóżek oddział ginekologiczny, zaś oddział chirurgii na 70 łóżkowy oddział chirurgii ogólnej oraz 40-łóżkowy oddział chirurgii urazowej. Dwa lata później zamieniono miejscami oddziały ginekologiczny, mieszczący się dotąd na III piętrze, z urazowym. Uzyskaną przestrzeń na II piętrze zajęła nowa sala operacyjna na powiększonym bloku. Na obu oddziałach wewnętrznych wydzielono sale intensywnej terapii.
W 1967 roku utworzono, w ramach oddziału neurologii, pracownię EEG oraz poradnię zdrowia psychicznego (jako samodzielna jednostka organizacyjna od 1973 po przeniesieniu do budynku polikliniki). W tym samym roku z pracowników szpitala została sformowana grupa pomiaru natężeń promieniowania, a także Grupa Organizacyjna 6. Komendy Bazy Szpitalnej w mieście Poznań.
W marcu 1968 roku dotychczasowy pododdział chirurgii urazowej i ortopedii usamodzielnił się w 40-łóżkowy oddział, zaś w listopadzie następnego roku powstało ambulatorium urazowo-ortopedyczne. W tym samym roku w pionie technicznym rozformowano grupę organizacyjno-konserwacyjną przenosząc jej pracowników do innych działów.
W 1970 roku otrzymano nowoczesny aparat rentgenowski TUR 700 oraz brakujące aparaty EKG, natomiast wojskowy punkt krwiodawstwa otrzymał samochód Nysa, który wzbogacił kolumnę transportową szpitala. W tym samym roku odszedł na emeryturę komendant płk Paweł Niziołek. Jego następcą został płk Józef Barancewicz, który po dwóch latach został przeniesiony na stanowisko komendanta Wojskowej Akademii Medycznej w Łodzi, zaś w poznańskim szpitalu zastąpił go płk Jerzy Jóźwiak.
W 1970 wyłączono kotłownię, część budynku polikliniki oraz oddziałów wewnętrznego I i dermatologicznego. W następnym roku remont przeniósł się do pomieszczeń na parterze, do ambulatorium pediatrycznego oraz gabinetów fizykoterapii. Odnowiono też pomieszczenia radiologii, instalując zakupiony wcześniej aparat TUR 700. Prace zakończono także na okulistyce, ambulatorium dentystycznym oraz stołówki, a na V piętrze przebudowano część administracyjną, wydzielając pomieszczenia na salę seminaryjną i bibliotekę. Zmodernizowano system centralnego ogrzewania wraz z kotłownią, zarówno budynku szpitalnego jak i szklarni. Na oddziałach oddano zmodernizowane kuchnie. Rozpoczęto także prace nad przebudową głównego wejścia, klatek schodowych oraz internatu dla pielęgniarek.
Kolejne lata to ciągłe remonty poszczególnych oddziałów wynikające z pogarszającego się stanu budynku, wykonywano je jednak siłą słabo wykwalifikowanych żołnierzy z Wojskowej Administracji Koszar z czego wynikała ich niedbałość oraz konieczność ciągłych poprawek.
W 1972 roku remontowano oddziały chirurgii urazowej i ortopedii oraz laryngologii, a także izbę przyjęć i punkt krwiodawstwa. Świetlicę oddziału wewnętrznego I przebudowano na salę intensywnego nadzoru wyposażoną w sprzęt do ciągłego monitorowania funkcji życiowych pacjentów. Tworzenie podobnej sali rozpoczęto na oddziale wewnętrznym drugim. Kontynuowano też prace w pomieszczeniach administracji. Zakończono natomiast prace nad wejściem głównym, oraz przeprowadzono naprawę dachu uszkodzonego przez wichurę. Rozpoczęty wówczas remont na pododdziale urologii.
Rok 1973 upłynął na remontach oddziałów neurologii, wewnętrznego II i urologii, a także reszty oddziału chirurgii ogólnej i bloku operacyjnego. Podczas tego remontu, ambulatorium chirurgiczne zajęło pomieszczenia zwolnione przez WAK. Prace objęły również szpitalną kuchnię, piwnice oraz podlegające 111 WSR dachy magazynów przy ul. Ułańskiej oraz ul. Lutyckiej.
W kolejnym, 1974 roku, remonty trwały na oddziale ginekologii, zaś w ramach oddziału chirurgii ogólnej utworzono salę intensywnej terapii, zaś pododdział urologiczny usamodzielnił się. Powstała również nowa stacja transformatorowa.
25 marca 1974 roku, dowódca SOW rozwiązał 6 Okręgowa Składnicę Sanitarną przekazując jej zadania, pomieszczenia i sprzęt utworzonemu w dniu 31 maja 1974, w ramach 111 WSR, Wydziałowi Zaopatrzenia Medycznego.
W 1975 roku oddano do użytku rezerwuar wody na 150 m³. Pracowano na oddziałach obserwacyjnym, wewnętrznym pierwszym i ginekologicznym (remont zakończono tylko w tym ostatnim). Odnowiono także stołówkę pracowników, pralnię, radiologię, tlenownię, akumulatornię, kancelarię szpitala oraz salę historii, natomiast sala intensywnej terapii wyodrębniła się z oddziału chirurgii w pierwszy w Wojsku Polskim samodzielny oddział anestezjologii i intensywnej opieki medycznej. Utworzono również, przy ul. Zeylanda 1, Wojskową Pracownię Psychologiczną w Poznaniu, która wydawała opnie na rzecz jednostek i Wojskowych Komend Uzupełnień z terenów ówczesnych województw poznańskiego i leszczyńskiego.
W 1976 oddano po remoncie do użytku punkt krwiodawstwa, stomatologię, oraz dokonano poprawek na oddziale wewnętrznym I. Kolejny rok to drobne remonty na oddziałach zakaźnym, urazowo-ortopedycznym, chirurgii ogólnej, urologii oraz izbie przyjęć.
Rok 1977 to kolejny remont elewacji i wejścia głównego wraz ze zmianą umiejscowienia pomieszczenia oficera dyżurnego, zaś 1978 to prace na oddziale okulistycznym, wewnętrznym II, I piętrze budynku polikliniki, pomieszczeniach administracyjnych, bibliotece, kuchni szpitalnej i stołówce oraz klatkach schodowych.
Dwa kolejne lata upłynęły na kapitalnym remoncie laryngologii, mniejszych pracach na dermatologii, remoncie ambulatoriów pediatrycznego i urazowo-ortopedycznego, wydzieleniu oddzielnego oddziału intensywnej opieki medycznej z oddziału chirurgii ogólnej. Ponownie remontowano także kuchnię i kotłownię oraz dach budynku przy Grunwaldzkiej. Prace trwały także na ul. Ułańskiej, gdzie powstała stacja benzynowa, oraz na Lutyckiej, gdzie zamontowano oświetlenie zewnętrzne oraz zbudowano dwie rampy załadunkowe. Nowością było utworzenie w 1978 roku, w ramach oddziału wewnętrznego, I pracowni gastroskopii.
Wszystkie wymienione powyżej prace, mające często charakter doraźny sprawiły, że w latach 70. szpital, który nominalnie miał 400–436 łóżek z możliwością powiększenia stanu pacjentów do 440–500 praktycznie dysponował 327–386 miejscami.

## 111 Szpital Wojskowy z Przychodnią
W dniu 15 grudnia 1980, rozkazem Szefa Sztabu Śląskiego Okręgu Wojskowego, 111 Wojskowy Szpital Rejonowy przekształcono w 111 Szpital Wojskowy z Przychodnią. Nowa placówka posiadała etatowo 440 łóżek. Kontynuowano wówczas remonty. Po ukończeniu oddziału laryngologii rozpoczęto prace na oddziale neurologii, jednocześnie nadal naprawiano dach.
Kolejne dwa lata to remont neurologii, chirurgii, fizykoterapii, oddziału obserwacyjno-zakaźnego, stomatologii oraz klatek schodowych. Ukończono także remont dachu. Prace trwały także w budynkach przy ul. Lutyckiej gdzie ukończono remont dachów i elewacji budynków magazynowych, podkłady bocznicy kolejowej, kabel zasilający cały kompleks w energię elektryczną oraz rury centralnego ogrzewania. W tym samym czasie przy ul. Ułańskiej wykonano drogi asfaltowe oraz płytę do składowania opału.
W latach 1983–1984 remontowano w budynku głównym oddziały: okulistyczny, urazowo-ortopedyczny, urologiczny, wewnętrzny II i ginekologiczny, a także pomieszczenia administracyjne, aptekę szpitalną i klatki schodowe, zaś w kotłowni zamontowano osiem nowych kotłów Eca 4. Zakupiono również 4 dźwigi osobowe z zamiarem zamontowania ich w następnym roku. Wyremontowano także znajdujący się w podwórzu budynek WAKu, zaś na jego tyłach, aż do ul. Śniadeckich, wylano betonową płytę. Wyremontowano także internat. W magazynach przy Lutyckiej utwardzono drogi i plac przed garażami oraz wymieniono bramy kolejowe, a także rozpoczęto naprawę zewnętrznego ogrodzenia, zaś przy ul. Ułańskiej rozpoczęto remont dachów wszystkich budynków (ukończony w 1987).
Od 1981 roku laboratorium rozpoczęło pracę w trybie całodobowym. W 1985 utworzono w jego ramach pracownię koagulologii, zaś pracownie biochemiczna i wirusologiczna wzbogaciły się o aparaty umożliwiające oznaczanie markerów nowotworowych oraz markerów zakażenia wzw typu B.
W 1983 roku oddział laryngologiczny został przekształcony w oddział otolaryngologiczny z pododdziałem chirurgii szczękowej. W 1986 roku, w głównym budynku, otwarto przychodnię stomatologiczną składającą się z 5 gabinetów stomatologii zachowawczej, 2 gabinetów ortodontycznych, 3 gabinetów protetycznych, gabinetu chirurgii stomatologicznej wraz z salą zabiegową oraz pracowni technicznej i sterylizatorni.
Rok 1985 to spowolnienie prac remontowych z powodu kłopotów finansowych. Z zakupionych dźwigów towarowo-osobowych zamontowano tylko dwa (pozostałe zamontowano w 1986), kontynuowano natomiast prace w budynku przy ul. Szylinga. Ponadto szpitalowi przyporządkowano budynek po przedszkolu przy kościele garnizonowym, przy ul. Szamarzewskiego. W 1986 wymieniono instalację centralnego ogrzewania w internacie pielęgniarek przy ul. Dojazd.
W 1987 roku w magazynach przy ul. Lutyckiej wyremontowano oczyszczalnię ścieków, część sieci c.o. oraz wiaty. Remontowano także internat przy ul. Dojazd, zaś w budynku przy Grunwaldzkiej prowadzono prace w kotłowni.
W 1988 ostatecznie zakończono remont budynku przy ul. Szylinga, gdzie przeniesiono wszystkie poradnie przyszpitalne, drugą pracownię radiologiczną oraz aptekę otwartą. W 1989 roku, w budynku przy Szylinga, powstała poradnia laryngologiczna z salami zabiegową i audiometryczną. W tym samym okresie powstała w ramach oddziału neurologii poradnia do walki z bólem, zaś w poliklinice utworzono pracownię EEG. Wówczas powstało także laboratorium przy ul. Szylinga, wykonujące badania na rzecz poradni. W tym samym roku nowym komendantem szpitala został ppłk. Jeremi Gajewski.
W 1988 roku ponownie remontowano elewację budynku głównego, wymieniano piony wodno-kanalizacyjne oraz naprawiano dach. Wymieniono także akumulatory awaryjnego zasilania. Przy Lutyckiej wyremontowano kolejnych pięć budynków magazynowych, naprawiano dachy oraz sieć c.o., a następnie rozpoczęto budowę wiaty dla służb materiałów pędnych i smarów. Szpital także partycypował w remoncie dachu kościoła garnizonowego.
Remonty w 1990 objęły dach budynku głównego, poradnię stomatologiczną, oddziały wewnętrzny II (który po przeniesieniu poradni do kliniki powiększono), ginekologii oraz chirurgii urazowo-ortopedycznej, a także stacji krwiodawstwa (również powiększona), izby przyjęć i głównej kuchni. Wymieniono także kotły i odmalowano kotłownię. Ponadto wymieniono instalację centralnego ogrzewania w magazynie leków nr 14 oraz budynku WAK przy Lutyckiej, a także remontowano dachy obiektów przy Lutyckiej i Ułańskiej. W internacie przy ul. Dojazd wyremontowano sanitariaty. Prowadzono również prace malarskie w budynku kościoła przy Szamarzewskiego.
W kolejnych dwóch latach wykonano remont kapitalny głównej kuchni szpitalnej wraz z jej zapleczem, dokończono prace w izbie przyjęć, a także remontowano kotłownię, tworząc również spalarnię odpadów sanitarnych oraz rozpoczęto prace w gabinetach hydroterapii. Ponadto wykonywano drobne remonty bieżące oraz prace adaptacyjne, mające dostosować zabytkowy budynek do zmieniających się wymagań stawianych budynkom szpitalnym. Remontowano również budynek polikliniki oraz magazyny przy ul. Lutyckiej oraz Ułańskiej. Do 1998 wykonano zaledwie jedną inwestycję, a mianowicie zbudowano dodatkowy magazyn przy ul. Lutyckiej.
W grudniu 1994 nowym komendantem szpitala został ppłk Ryszard Stankiewicz, który po zmianach w 1998 został dyrektorem szpitala i pełnił tę funkcję aż do końca istnienia placówki.
W 1998 roku szpital przestał być finansowany z budżetu Ministerstwo Obrony Narodowej. Został wpisany do rejestru Ministerstwa Zdrowia i Opieki Społecznej jako 111 Szpital Wojskowy z Przychodnią – Samodzielny Publiczny Zakład Opieki Zdrowotnej finansowany wyłącznie z kontraktów z nowo powstałymi kasami chorych, a po zmianach w 2004 z NFZ.
W 1999 roku teren głównego budynku szpitala przy ul. Grunwaldzkiej zajmował ok. 3 ha, z czego budynki zajmowały ponad 7000 m², gospodarcze tereny zajmowały ponad 10 000 m², zaś tereny zielone ponad 8500 m², resztę terenu stanowiły drogi i chodniki. Budynek posiadał siedem kondygnacji, kubaturę zewnętrzną 71319 m³ (dane z 1927) i powierzchnię użytkową 10 196 m², w tym schron obrony przeciwlotniczej. Ponadto na terenie przy Grunwaldzkiej znajdowała się kostnica, budynek pracowni patomorfologii, warsztaty WAK oraz trafostacja i zbiornik retencyjny o objętości 973 m³ zajmujący 38 m². Budynek polikliniki przy ul. Szylinga miał 6056 m² powierzchni użytkowej i 28 832 m³ kubatury zewnętrznej. Magazyny przy ul. Lutyckiej składały się z ośmiu budynków magazynowych, czterech garaży, budynek sztabowy, metalowa wiata, przepompownia oraz żelbetowy zbiornik materiałów pędnych i smarów. Do terenu przy ul. Lutyckiej prowadziła ponadto bocznica kolejowa o długości 581 m. Kolejna grupa magazynów znajdowała się przy ul. Ułańskiej. W 1999 roku szpital posiadał 440 łóżek etatowych, tę liczbę, w razie potrzeby można było zwiększyć do 550 łóżek, jednak z powodu ciągłych remontów liczba wykorzystywanych łóżek była często zmniejszona, przykładowo, w roku 1998 faktycznie było 350 łóżek. Maksymalne obłożenie w latach dziewięćdziesiątych wynosiło od 226 (1998 rok) do 324 (rok 1993) pacjentów.
Organizacyjnie szpital posiadał w 1999 następujące oddziały:
- chirurgiczny z pododdziałem oparzeniowym – 70 łóżek,
- oddział wewnętrzny I i II z pododdziałami kardiologicznym i gastrologicznym – łącznie 108 łóżek,
- oddział ginekologiczny – 30 łóżek,
- oddział urazowo-ortopedyczny – 30 łóżek,
- oddział urologiczny – 30 łóżek,
- oddział neurologiczny – 30 łóżek,
- oddział obserwacyjno-zakaźny – 30 łóżek,
- oddział otolaryngologiczny z pododdziałem chirurgii szczękowej – 40 łóżek,
- oddział okulistyczny – 20 łóżek,
- oddział anestezjologii i intensywnej terapii – 6 łóżek,
- oddział dermatologiczny – 40 łóżek.

Działały także:
- gabinet fizykoterapii,
- poradnia zdrowia psychicznego,
- ambulatorium dziecięce,
- gabinet stomatologiczny,
- gabinety specjalistyczne związane z poszczególnymi oddziałami[1].

## Specjalistyczny Szpital Kliniczny
W 2011 w związku z dalszą redukcją i reorganizacją armii, podjęto decyzję o przekazaniu 111 Szpitala Wojskowego z Przychodnią SPZOZ organom cywilnym. O szpital ubiegało się kilka podmiotów, między innymi Urząd Marszałkowski województwa wielkopolskiego oraz Uniwersytet Medyczny w Poznaniu. Ostatecznie wybrano ofertę Uniwersytetu. W ramach przygotowań do przekazania szpitala w czerwcu 2011 MON dokonał podziału 111 Szpitala Wojskowego z Przychodnią na 111 Szpital Wojskowy SPZOZ obejmujący budynek przy ul. Grunwaldzkiej oraz magazyny przy ul. Dojazd (poprzedni adres – ul. Lutycka), zaś pozostały majątek wszedł w skład Wojskowej Specjalistycznej Przychodni Lekarskiej SPZOZ.
Ostatecznie 111 Szpital Wojskowy przestał istnieć 2 stycznia 2012 roku. Doszło wówczas do połączenia tej jednostki z Centrum Stomatologii Uniwersytetu Medycznego im. Karola Marcinkowskiego w najmłodszy szpital kliniczny, który otrzymał nazwę Specjalistyczny Szpital Kliniczny Uniwersytetu Medycznego im. Karola Marcinkowskiego w Poznaniu.
W ostatnim dniu funkcjonowania 111 Szpitala Wojskowego działały następujące oddziały:
- oddział urologii,
- oddział dermatologii,
- oddział neurologii (składający się dwóch oddziałów „A” i „B”),
- oddział gastrologii,
- oddział dermatologii,
- oddział kardiologii z pododdziałem pulmonologii i salą intensywnej opieki kardiologicznej,
- oddział okulistyki,
- oddział laryngologii z pododdziałem chirurgii szczękowej,
- oddział chirurgii urazowej i ortopedii,
- oddział chorób wewnętrznych z pododdziałem diabetologii i salą intensywnej terapii,
- oddział chirurgii ogólnej i onkologicznej,
- oddział anestezjologii i intensywnej terapii,
- oddział ratunkowy.

## Połączenie ze Szpitalem Klinicznym im. Heliodora Święcickiego
Z powodu negatywnych wyników finansowych początkiem 2013 roku został połączony ze Szpitalem Klinicznym im. Heliodora Święcickiego. W związku z budową Centralnego Zintegrowanego Szpitala Klinicznego oraz ze złym stanem technicznym budynku planowane jest przeniesienie wszystkich oddziałów działających przy ul. Grunwaldzkiej 16/18 (oraz w budynku Szpitala Klinicznego Przemienienia Pańskiego przy ul. Długiej 1/2) do nowego budynku do 2025 roku i zakończenie działalności obiektu.